# ファミリーテニス
『ファミリーテニス』は、1987年12月11日にナムコ(現・バンダイナムコエンターテインメント)から発売されたファミリーコンピュータ用スポーツゲーム。
3頭身キャラクターで表現された16人の選手が登場し、トップスピンやスライスなどの球の回転、サーブのスピード、フットワークなどに明確な設定を施した。ゲーム・デザインはアーケードゲーム『スカイキッド』（1985年）を手掛けた永島洋武、プログラムはアーケードゲーム『ワンダーモモ』（1987年）を手掛けた弓達公雄、音楽は小沢純子が担当した。
1987年12月中旬に任天堂VS.システム対応のアーケード版が稼働されたほか、後に1997年にゲームボーイで発売された『ナムコギャラリー VOL.3』に収録、携帯電話用アプリゲームとして、2002年にJ-スカイ、2003年にiアプリ、2006年にEZアプリにてそれぞれ配信された他、2008年には横長画面対応版がiアプリにて配信された。

## ゲーム内容

### システム
エキシビション／トーナメント／ワールド・ツアーの3つのモードから選択できる。エキシビションではダブルスはなく、シングルス（1対1の対戦）のみで、2人プレイ時は対戦になる。トーナメントモードでは、交互にプレイすると最大8人のトーナメント戦が行える。ワールド・ツアーは16人の選手の中から1人を選んで、6つの大会を勝ち抜いていく修行モードである。
16人のうち4人は女子選手であり、男子選手より大きなラケットを使用する。少し当たりやすく操作しやすいため、初心者向けである。

### テニスコート
4種類から選択できる。コートの内容と特徴は以下の通り。
Hard（ハードコート）
屋内コートで、クセが無くバウンド等が最も平均的なコート。
LAWN（グラスコート）
芝生のコートで、バウンドすると低く飛ぶコート。
CLAY（クレイコート）
土のコートで、バウンドすると大きく減速するコート。
COSMO
宇宙空間にあるコートで、高くバウンドするコート。

### 大会
6つの大会から選択できる。カッコ内は由来となる実在大会名（コスモスは除く）。
Japan Open（ジャパン・オープン・テニス選手権）
Australian Open（全豪オープン）
French Open（全仏オープン）
Winbledon（ウィンブルドン）
U.S.Open（全米オープン）
CosmosOpen

## キャラクター
カッコ内は由来となる実在選手名。2段目に各能力を併記する。
えんどる（イワン・レンドル）
サービス：A　ストローク：A　ボレー：C　フットワーク：A
ぶんぶんに次ぐファーストサービスのスピードを誇り、強力なフォアハンドのトップスピンでエースを連発する最強の選手の一人。ボレーの弱さが唯一にして最大の弱点。
ぶんぶん（ボリス・ベッカー）
サービス：A　ストローク：A　ボレー：A　フットワーク：A
超高速のフラットサービスでノータッチのサービスエースを決めまくる。他の部門も軒並みトップクラスで名実共にNo.1プレイヤー。しかし、サービスをコートインさせるラケットスポットはごく僅かである。
えどまえ（ステファン・エドベリ）
サービス：B　ストローク：B　ボレー：B　フットワーク：B
ぶんぶんのステータスを全て80％に抑えた実力。バランスがとれている。
にらんでる（マッツ・ビランデル）
サービス：B　ストローク：A　ボレー：C　フットワーク：B
トップスピンが武器のグランドストロークプレイヤー。強力で多彩なショットを打つ。
めしいらず（ミロスラフ・メチージュ）
サービス：C　ストローク：C　ボレー：B　フットワーク：A
屈指のフットワークであらゆるボールを拾う粘りのプレイヤー。
すこんちょ（アンリ・ルコント）
サービス：B　ストローク：B　ボレー：B　フットワーク：B
サウスポーを武器にサーブ＆ボレーを得意とする。
のあのあ（ヤニック・ノア）
サービス：B　ストローク：B　ボレー：C　フットワーク：B
回転の効いたストロークで攻めるプレイヤー。
まけろう（ジョン・マッケンロー）
サービス：C　ストローク：B　ボレー：A　フットワーク：A
スピンをきかせたサービスから鋭いボレーを武器とする、サーブ＆ボレースタイルの代表的選手。
こねえず（ジミー・コナーズ）
サービス：C　ストローク：A　ボレー：B　フットワーク：B
サービスは女子選手並みのスピードだが、カミソリのような両手打ちのバックハンドを持ち、球足が伸びる芝コートで強い。
びょるぐ（ビヨン・ボルグ）
サービス：B　ストローク：A　ボレー：C　フットワーク：B
にらんでる同様、トップスピンが武器のグランドストロークプレイヤー。奇襲などが苦手。
きゃっちゅ（パット・キャッシュ）
サービス：B　ストローク：B　ボレー：B　フットワーク：B
ショットはそこそこ強力だが、左右の動きが悪くラリーよりも短期決戦に向く。
ふくたろう（福井烈）
サービス：D　ストローク：C　ボレー：C　フットワーク：C
全てが平均以下のキャラクターで16人の選手の中では最弱。オリジナルでは、唯一の日本人選手。
なぶらっち（マルチナ・ナブラチロワ）
サウスポーであり、ストロークとボレーが強力。女子選手中最強の能力を誇る。
えばると（クリス・エバート）
高いフットワークを活かしてあらゆるボールを拾う粘りのプレイヤー。めしいらずの女子版。
すてっぴい（シュテフィ・グラフ）
ショットはトップクラス。なぶらっちのライバルとして設定。
さぼちいに（ガブリエラ・サバティーニ）
女子選手中最弱の能力を持つ（ふくたろうよりは強いが）。

## 移植版
| No. | タイトル               | 発売日         | 対応機種                      | 開発元                | 発売元     | メディア                                 | 型式     | 備考                                       |
| --- | ---------------------- | -------------- | ----------------------------- | --------------------- | ---------- | ---------------------------------------- | -------- | ------------------------------------------ |
| 1   | VS. ファミリーテニス   | 1987年12月中旬 | アーケード                    | ナムコ                | ナムコ     | 業務用基板                               | -        | 任天堂VS.システム対応                      |
| 2   | ナムコギャラリー VOL.3 | 1997年7月25日  | ゲームボーイ                  | トーセ                | ナムコ     | 4メガビットロムカセット                  | DMG-AV3J | 他3作品と同時収録 スーパーゲームボーイ対応 |
| 3   | ファミリーテニス       | 2002年7月17日  | J-スカイ （Javaアプリ）       | ナムコ                | ナムコ     | ダウンロード （ナムコアプリキャロットJ） | -        |                                            |
| 4   | ファミリーテニス       | 2003年1月15日  | iアプリ                       | ナムコ                | ナムコ     | ダウンロード （アプリキャロットナムコ）  | -        |                                            |
| 5   | ファミリーテニス       | 2006年5月18日  | BREW対応端末 （EZアプリ）     | ナムコ                | ナムコ     | ダウンロード （ナムコEZゲームス）        | -        |                                            |
| 6   | ファミリーテニス       | 2008年1月21日  | P905i、F903i （iアプリ）      | バンナム              | バンナム   | ダウンロード （ゲームパック）            | -        | 横長の画面表示に対応                       |
| 7   | VS. ファミリーテニス   | 2025年1月9日   | PlayStation 4 Nintendo Switch | ハムスター (移植担当) | ハムスター | ダウンロード (アーケードアーカイブス)    | -        | アーケード版の移植                         |

アーケード版
任天堂VS.システム用ゲーム。モードは「エキシビジョン」のみで、「トーナメント」、「ワールドツアー」は存在しない。また、デュースもアーケード版では無くなっている。
ゲームボーイ『ナムコギャラリー VOL.3』版
オムニバスゲームの収録作。選手数は16人から8人に、選手名はナムコキャラの名前に変更。全4大会となり「ジャパンオープン」、「フレンチオープン」は削除された。
アーケードアーカイブス版
上記VS.システム版の移植。「こだわり設定」にて画面外描写の表示(筐体の画面外で描写されている部分も表示する)の設定が可能。

## スタッフ
- UMPIRE：ぐっどふあざあ ひろさま（永島洋武）
- LINESMAN：おちゃめなそふと きみくん（弓達公雄）
- CHEER LEADER：みわくのおはやし ずんちゃん（小沢純子）
- CHEER GIRL：かんばんむすめ そのりん
- BALL BOY：おえかきぶらざあす くんちゃん
- COURT KEEPER：きらめくいらすと ふじっこ
- COMMISSIONER：なむこちゃちょう まさやせんぱい（中村雅哉）
- きかくせいさく：はたらくおじさんたち、PICCARI CLUB

## 評価
ゲーム誌『ファミコン通信』の「クロスレビュー」では合計26点（満40点）、『ファミリーコンピュータMagazine』の読者投票による「ゲーム通信簿」での評価は以下の通りとなっており、20.39点（満30点）となっている。また、同雑誌1991年5月10日号特別付録の「ファミコンロムカセット オールカタログ」では、「近代テニスの各種テクニックが使える本格的なゲーム」と本作を位置付けており、選択できるコートが豊富である事や様々な打ち方のテクニックが導入されている事を指摘した上で「試合のテンポが良く、現実のテニス顔負け」と絶賛した。
| 項目 | キャラクタ | 音楽 | お買得度 | 操作性 | 熱中度 | オリジナリティ | 総合  |
| 得点 | 3.66       | 2.87 | 3.36     | 3.60   | 3.64   | 3.26           | 20.39 |